# Dyleň
Dyleň (germană Tillenberg) este o înălțime din Boemia cu altitudinea de 939 m deasupra n.m. pe care geografii austrieci în timpul Austro-Ungariei o considerau centrul geografic al Europei. El este situat în apropiere de graniița dintre Cehia și Germania, lângă comuna Stará Voda și  localitatea bavareză Neualbenreuth.